# Гюнтер Фридрих Карл I (князь Шварцбург-Зондерсгаузена)
Гюнтер Фридрих Карл I Шварцбург-Зондерсгаузенский (нем. Günther Friedrich Carl I. von Schwarzburg-Sondershausen; 5 декабря 1760, Зондерсхаузен — 22 апреля 1837, там же) — правящий князь Шварцбург-Зондерсгаузена в 1794—1835 годах, граф Гонштейна, владетель Арнштадта, Зондерсгаузена, Лейтенберга и Бланкенбурга.

## Биография
Гюнтер Фридрих Карл I — старший сын князя Кристиана Гюнтера Шварцбург-Зондерсгаузенского и его супруги Шарлотты Вильгельмины, дочери князя Виктора Фридриха Ангальт-Бернбургского и Альбертины Бранденбург-Шведтской. Наследовал отцу в Шварцбург-Зондерсгаузене в 1794 году и следовал его линии правления. Гюнтер Фридрих Карл часто проживал во дворце в Эбелебене, где отдавался своему увлечению охотой.
Правление Гюнтера Фридриха Карла пришлось на переломную эпоху. В 1806 году распалась Священная Римская империя германской нации, на политическую сцену вышел Наполеон I. Князь обеспечил суверенитет своего государства, вступив в Рейнский союз. В 1815 году после Венского конгресса перешёл в Германский союз. В наступившем затишье княжество Шварцбург-Зондерсгаузен пережило культурный расцвет, князь пользовался всеобщей любовью. Гюнтер Фридрих Карл способствовал развитию искусств и построил в Зондерсгаузенском дворце театр. Князь считается основателем популярного в XIX веке Зондерсгаузенского оркестра, который возник на основе его ансамбля духовых инструментов, сопровождавшего князя на охоте. В политике князь Гюнтер Фридрих Карл считался консерватором, настаивавшем на своей абсолютной власти, и не желал идти ни на какие уступки, что противоречило либеральным тенденциям XIX века. Князь подвергался резкой критике за фаворитизм и в конце концов в 1835 году был вынужден отречься от престола в результате дворцового переворота, возглавляемого его собственным сыном. Последние годы жизни провёл в охотничьем дворце в Поссене. Похоронен в Эбелебене.

## Потомки
Гюнтер Фридрих Карл I женился 23 июня 1799 года на принцессе Каролине (1774—1854), дочери князя Фридриха Карла Шварцбург-Рудольштадтского. У супругов родились:
- Эмилия Фридерика Каролина (1800—1867), замужем за князем Леопольдом II Липпским (1796—1851)
- Гюнтер Фридрих Карл II (1801—1889), князь Шварцбург-Зондерсгаузена.

У князя Гюнтера Фридриха Карла I было также четверо внебрачных детей.